# Ascros
Ascros település Franciaországban, Alpes-Maritimes megyében. Lakosainak száma 180 fő (2022. január 1.). Ascros Cuébris, La Penne, Pierrefeu, Saint-Antonin, Touët-sur-Var és Villars-sur-Var községekkel határos.

## Népesség
A település népességének változása:
| Lakosok száma | 143  | 132  | 123  | 153  | 170  | 170  | 169  | 175  | 177  | 180  |
|               | 1968 | 1982 | 1990 | 2006 | 2013 | 2015 | 2017 | 2019 | 2020 | 2022 |